# 白水溪 (地名)
白水溪，是臺灣臺南市白河區的一個傳統地域名稱，位於該區東北部。相較於今日行政區，其範圍大致包括仙草里東北半部不含最東北端、崎內里南部不含西南端、汴頭里東端，以及嘉義縣中埔鄉的東興村最西端。

## 歷史
台灣日治初期，白水溪地區為一街庄，稱為「白水溪庄」，隸屬於哆囉嘓東下堡。該庄北邊西段與竹仔門庄為鄰，北邊東段及東邊與三層崎庄為鄰，東南邊為凍仔腳庄，南邊為關仔嶺庄，西南邊為糞箕湖庄，西北邊為埤仔頭庄。
1901年（日治明治三十四年）11月，全台設置二十廳，該庄隸屬於鹽水港廳。1909年（明治四十二年）10月，合併二十廳為十二廳，該庄改隸屬於嘉義廳。1920年（大正九年），廢十二廳改設五州二廳，該庄改制為「白水溪」大字，隸屬於臺南州新營郡白河街。
戰後白河街改制為白河鎮，隸屬於臺南縣，大字亦改制為里。1950年雲、嘉、南分治，白河鎮隸屬不變。2010年12月，因臺南縣市合併直轄臺南市，白河鎮改制為白河區。

## 聚落
本地區發展較早的聚落為白水溪，在日治期初期的官方地圖上已有記載。

## 交通
- 區道南98線

## 設施
- 白河水庫